# Нова площа (Барселона)
Нова площа (кат. Plaça Nova) — площа, розташована в Готичному кварталі Барселони, Іспанія. Утворена у 1358.
Незважаючи на назву, Нова площа є найстарішою у Барселоні. До XIV століття на місці площі знаходився незабудований простір за міською брамою римського поселення Барсіно. Башти воріт Єпископа (Portal del Bisbe) збереглися і до наших днів. Раніше тут починався декуманус, одна з головних вулиць Барсіно, і сходилися два акведуки, які постачали поселення водою. Фрагменти акведука збереглися біля лівої вежі.
Рішення про побудову площі було прийнято міською радою в 1355, коли було вирішено провести воду з гір Кольсерола до площі Св. Якова.
У 1358 споруду закінчено, і з того часу площа носить свою назву, за винятком короткого періоду, коли вона була перейменована на початку XX століття на честь карліста Хуана Васкеса де Мелья.
До 1940-х площа була типовою для Середньовіччя квадратної форми, але частина її постраждала під час громадянської війни.
Нині Нова площа має неправильну, трикутну форму.
У XX столітті площа стала об'єктом археологічних розкопок.
У 1991 під площею було побудовано велике паркування.
У 1994 тут встановлено скульптуру Barcino.
Нині на Новій площі щочетверга проходить антикварний ринок.
Навколо площі розташовано 5 будівель:
- Під номером 1-2 прописаний середньовічний Палац Єпископа в стилі бароко, що примикає до правої башти однойменних воріт.
- 3 - сучасна будівля, укладена між вулицями calle de la Palla і calle dels Boters.
- 4 і 5 відносяться до Col·legi d'Arquitectes de Catalunya.

## Галерея

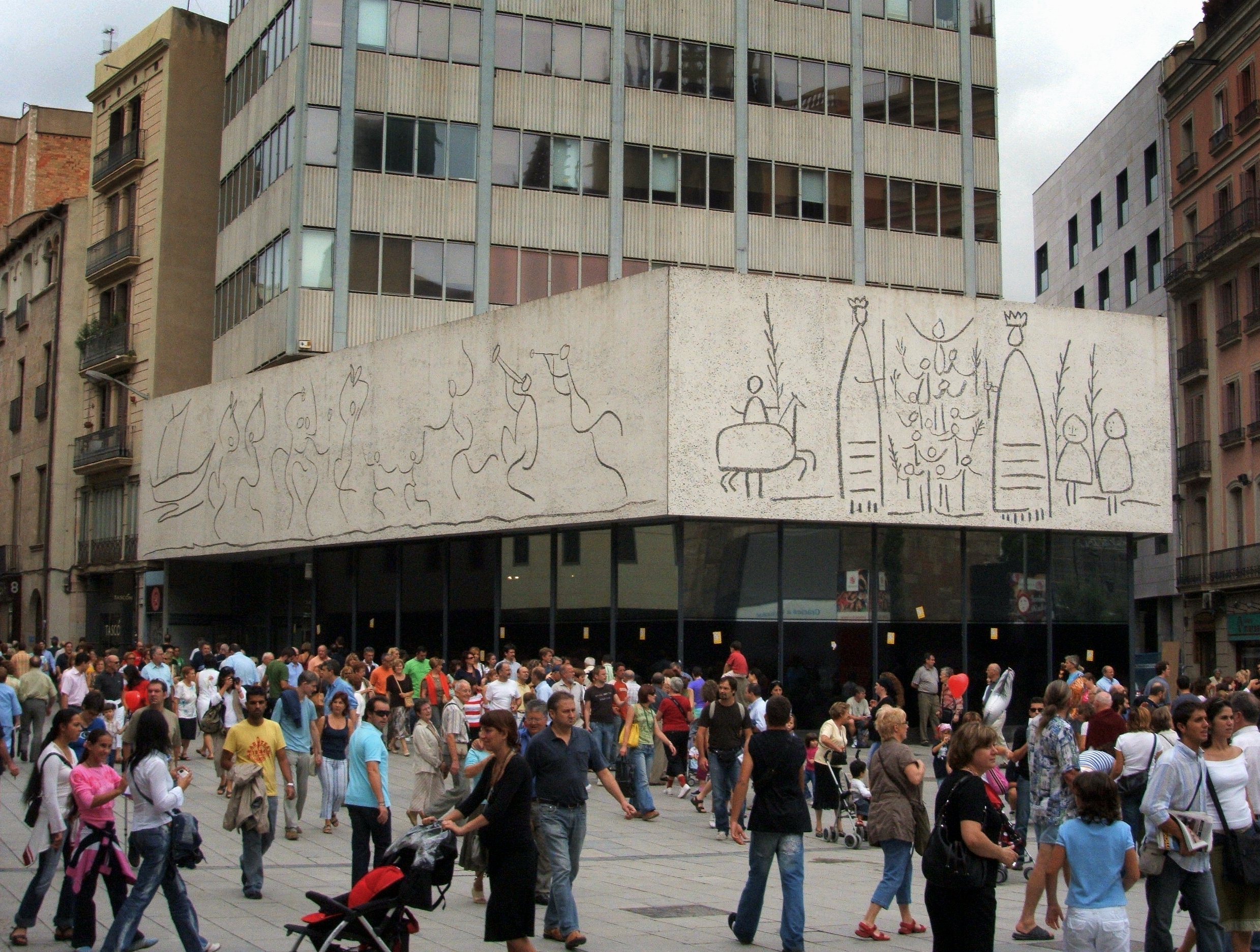
Барселонська архітектурна школа Пікассо
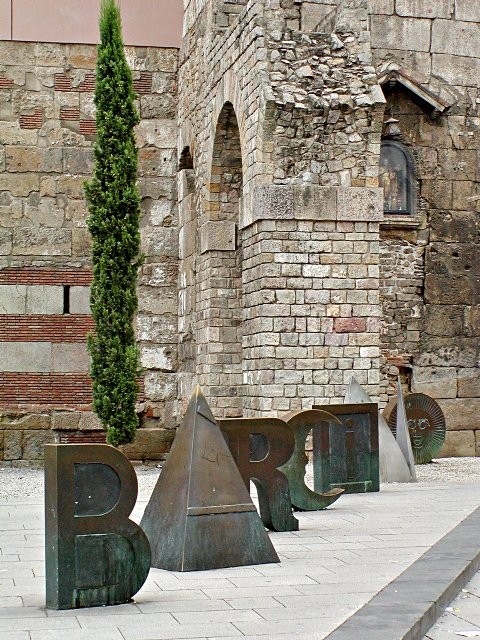
Барсіно
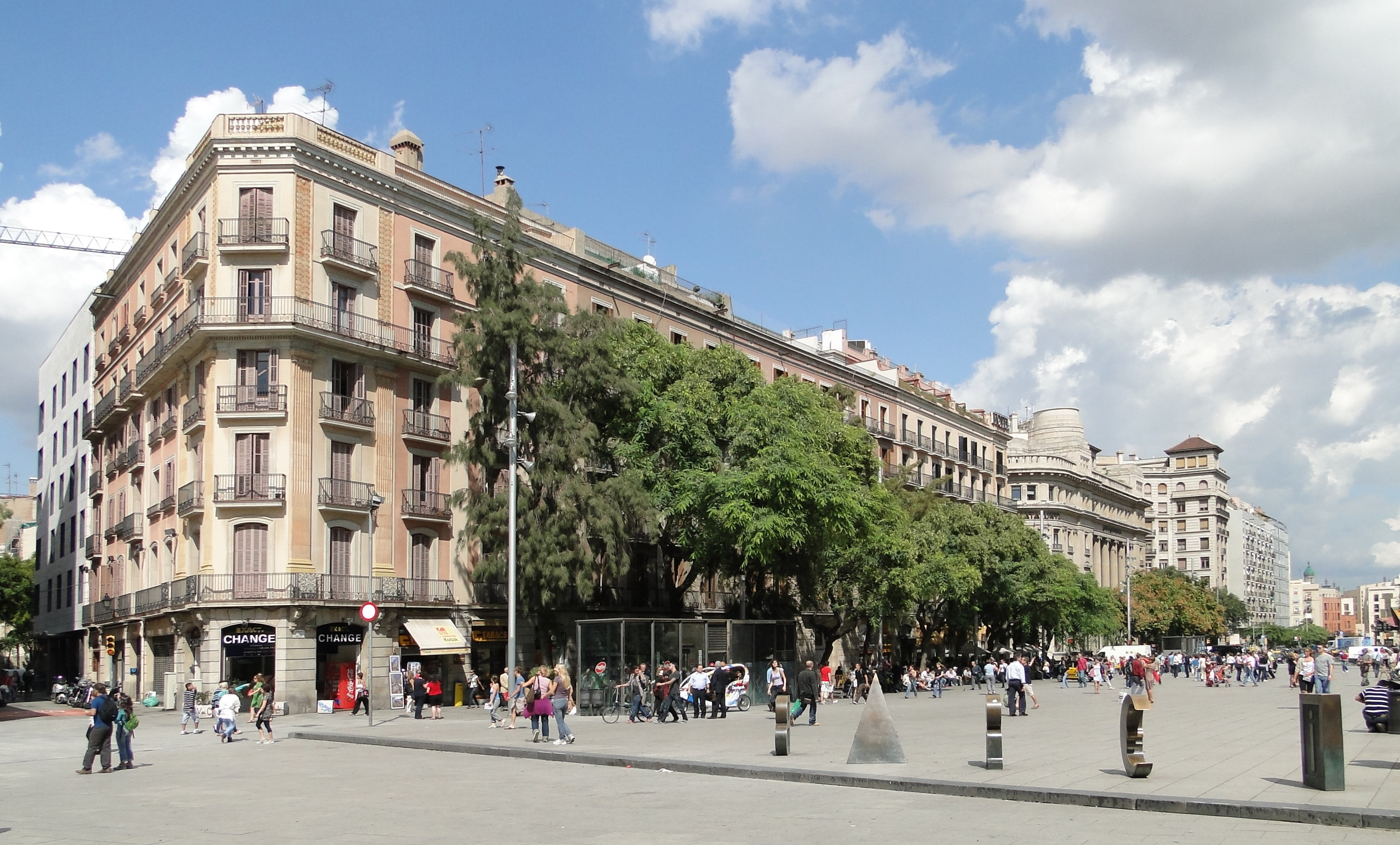